# فلیکس سانچز (ورزشکار)
فلیکس سانچز (انگلیسی: Félix Sánchez) ورزشکار دو و میدانی دومنیکنی تبار ایالات متحده امریکا است که برای تیم ملی دومنیکن می‌دود.